# Diocesi di Germania di Numidia
La diocesi di Germania di Numidia (in latino: Dioecesis Germaniensis in Numidia) è una sede soppressa e sede titolare della Chiesa cattolica.

## Storia
Germania di Numidia, forse identificabile con le rovine di Ksar-El-Kelb, sulla strada tra Timgad e Tébessa, nell'odierna Algeria, è un'antica sede episcopale della provincia romana di Numidia.
Sono solo due i vescovi conosciuti di questa antica diocesi africana. Alla conferenza di Cartagine del 411, che vide riuniti assieme i vescovi cattolici e donatisti dell'Africa romana, prese parte il cattolico Innocenzo; la sede non aveva in quell'occasione nessun vescovo donatista. Questo vescovo è probabilmente da identificare con l’omonimo vescovo il cui nome si trova tra le sottoscrizioni della lettera sinodale indirizzata ai donatisti dal concilio provinciale riunito a Zerta il 14 giugno 412, al quale assistette anche sant'Agostino di Ippona.
Secondo vescovo noto è Crescenziano, il cui nome appare al 97º posto nella lista dei vescovi della Numidia convocati a Cartagine dal re vandalo Unerico nel 484; Crescenziano, come tutti gli altri vescovi cattolici africani, fu condannato all'esilio.
Dal 1933 Germania di Numidia è annoverata tra le sedi vescovili titolari della Chiesa cattolica; dal 24 febbraio 2024 il vescovo titolare è Paul Kyung Sang Lee, vescovo ausiliare di Seul.

## Cronotassi

### Vescovi residenti
- Innocenzo † (prima del 411 - dopo il 412 ?)
- Crescenziano † (menzionato nel 484)

### Vescovi titolari
- Augustin Bea, S.I. † (5 aprile 1962 - 19 aprile 1962 dimesso)
- José del Carmen Valle Gallardo † (25 luglio 1963 - 21 novembre 1966 nominato vescovo di Iquique)
- Angelo Maria Rivato, S.I. † (13 giugno 1967 - 26 maggio 1978 dimesso)
- Domingo Salvador Castagna (24 novembre 1978 - 28 agosto 1984 nominato vescovo di San Nicolás de los Arroyos)
- Isaías Duarte Cancino † (10 aprile 1985 - 18 giugno 1988 nominato vescovo di Apartadó)
- Erwin Josef Ender † (15 marzo 1990 - 19 dicembre 2022 deceduto)
- Paul Kyung Sang Lee, dal 24 febbraio 2024